# Metrodora lutosa
Metrodora lutosa är en insektsart som beskrevs av Bolívar, I. 1887. Metrodora lutosa ingår i släktet Metrodora och familjen torngräshoppor. Inga underarter finns listade i Catalogue of Life.